# Ígor Pilipenko
Ígor Pilipenko (en rus Игорь Пилипенко) fou un ciclista soviètic, que s'especialitzà en la pista. En el seu palmarès destaca la medalla de plata aconseguida al Campionat del món de Persecució per equips de 1978, fent equip amb Vassili Erlikh, Vladímir Ossokin i Vitali Petrakov.